# Egon Schunck
Egon Schunck (* 11. Dezember 1890 in Bonn; † 2. Januar 1981) war ein deutscher Jurist und von 1952 bis 1963 Richter des Bundesverfassungsgerichts. 

## Leben
Egon Schunck war ein Sohn des Geheimen Regierungs- und Provinzialschulrats Dr. Egon Schunck und Christine Schunck geb. Grebel. Nach dem Besuch des Gymnasiums in Bonn, Sigmaringen und Koblenz studierte er Rechts- und Staatswissenschaft in Freiburg, Genf, München und Bonn. Er wurde im Wintersemester 1912/13 Mitglied im Bonner Kreis. Die Erste Juristische Staatsprüfung bestand er am 24. Juli 1914. Am Ersten Weltkrieg nahm er als Offizier teil. Anschließend absolvierte er das Rechtsreferendariat in Boppard, Köln und Koblenz. 1920 wurde er an der Universität Greifswald bei Eduard Hubrich zum Dr. jur. promoviert. 1926/27 war er Landrat in Westerburg und in der Zeit des Nationalsozialismus Oberverwaltungsgerichtsrat. Nach dem Zweiten Weltkrieg gehörte er der Staatskanzlei des Landes Rheinland-Pfalz an und wurde später Richter am Oberverwaltungsgericht Rheinland-Pfalz. Aufgrund seiner Wahl durch den Bundesrat vom 13. September 1952 bis zum 31. August 1963 war er als Nachfolger des Richters Claus Leusser Mitglied des Zweiten Senats des Bundesverfassungsgerichts. Er hatte keinen Nachfolger, weil die Anzahl der Richter je Senat 1963 von zehn auf acht reduziert wurde.

## Schriften
- Beiträge zur Geschichte der staatlichen Aufsicht über die Volksschule in Preussen, Diss. jur. Greifswald 1920, Druckfassung: Winnigen 1930 (mit Lebenslauf auf S. 53).
- Grundgesetz für die Bundesrepublik Deutschland vom 23. Mai 1949.Ursprünglich von Friedrich Giese, ab der 5. Auflage 1960 bearbeitet von Egon Schunck. 9. Auflage: 1976, ISBN 3-7824-0109-3.
- mit Hans de Clerck: Verwaltungsgerichtsordnung. Mit ergänzenden Bundesgesetzen und den Ausführungsgesetzen der Länder; Kommentar. 1961. 3. Auflage 1977, ISBN 3-7922-0060-0.
- Allgemeines Staatsrecht und Staatsrecht des Bundes und der Länder. 1964 und weitere Auflagen. Weitergeführt von Hans de Clerck und Harald Guthardt: 15. Auflage 1995, ISBN 3-7922-0061-9.